# St. Marks
St. Marks è un comune degli Stati Uniti d'America, situato in Florida, nella contea di Wakulla.